# Bartici
Bartici (in croato Bartići) è una insediamento appartenente al comune di Albona, nella regione istriana, in Croazia. Nel 2001, la località contava 79 abitanti.

## Società

### Evoluzione demografica
Evoluzione demografica della località di Bartici nei vari censimenti secondo i seguenti anni: 
| 1880    | 1890    | 1900    | 1910    | 1921 | 1931 | 1936 | 1948    | 1953    | 1961    | 1971    | 1981   | 1991   | 2001   | 2011 |
| ------- | ------- | ------- | ------- | ---- | ---- | ---- | ------- | ------- | ------- | ------- | ------ | ------ | ------ | ---- |
| 110 ab. | 162 ab. | 166 ab. | 150 ab. |      |      |      | 177 ab. | 158 ab. | 153 ab. | 113 ab. | 86 ab. | 93 ab. | 79 ab. |      |